# Тарас Бондаренко
Тарас Романович Бондаренко (укр. Тарас Романович Бондаренко, Запорожје, 23. септембар 1992) је украјински фудбалер. Игра на позицији штопера.

## Каријера
Бондаренко је у каријеру почео у Металургу из Запорожја, где је наступао само за други тим. Потом је у родној земљи играо још за друголигаше Полтаву и Авангард из Краматорска.
У лето 2016. долази на пробу у Металац из Горњег Милановца. Одиграо је три контролна меча након чега је потписао уговор. У наредне две сезоне је у Првој лиги Србије наступио на 63 утакмице. У јуну 2018. прелази у Раднички из Ниша, са којим је потписао двогодишњи уговор. У сезони 2018/19, у којој је Раднички заузео друго место у Суперлиги Србије, Бондаренко је као стандардан првотимац одиграо 32 првенственe утакмице, уз два постигнута гола. Поред тога са клубом је играо и у полуфиналу Купа. Одиграо је и први део 2019/20. сезоне у Радничком, да би током зимског прелазног рока напустио клуб.
Током јануара 2020. је био на проби у љубљанској Олимпији, али није успео да потпише уговор. Почетком фебруара 2020. потписује за новог казахстанског прволигаша Каспиј из Актауа. У тој држави наступао је још и за Окжетпес. Почетком 2023. године приступио је Раднику из Сурдулице. Након полусезоне у Раднику, Бондаренко је потписао за словачког прволигаша  Тренчин.